# حضارة أثرية
الحضارة الأثرية (بالإنجليزية: Archaeological Culture) عبارة عن تصنيف يجمع مصنوعات أثرية من وقت وزمن محددين، والتي يعتقد أنها تمثل بقايا ثقافة مادية لمجتمع بشري معين سابق. وتعتمد الصلة بين المصنوعات الأثرية على فهم وتفسير علماء الآثار، ولا تتعلق بالضرورة بمجموعات البشر الفعلية في الماضي. ويعد مفهوم الحضارة الأثرية ضروريًا لمنهج علم الآثار الثقافي التاريخي.

## مفهوم الحضارة الأثرية

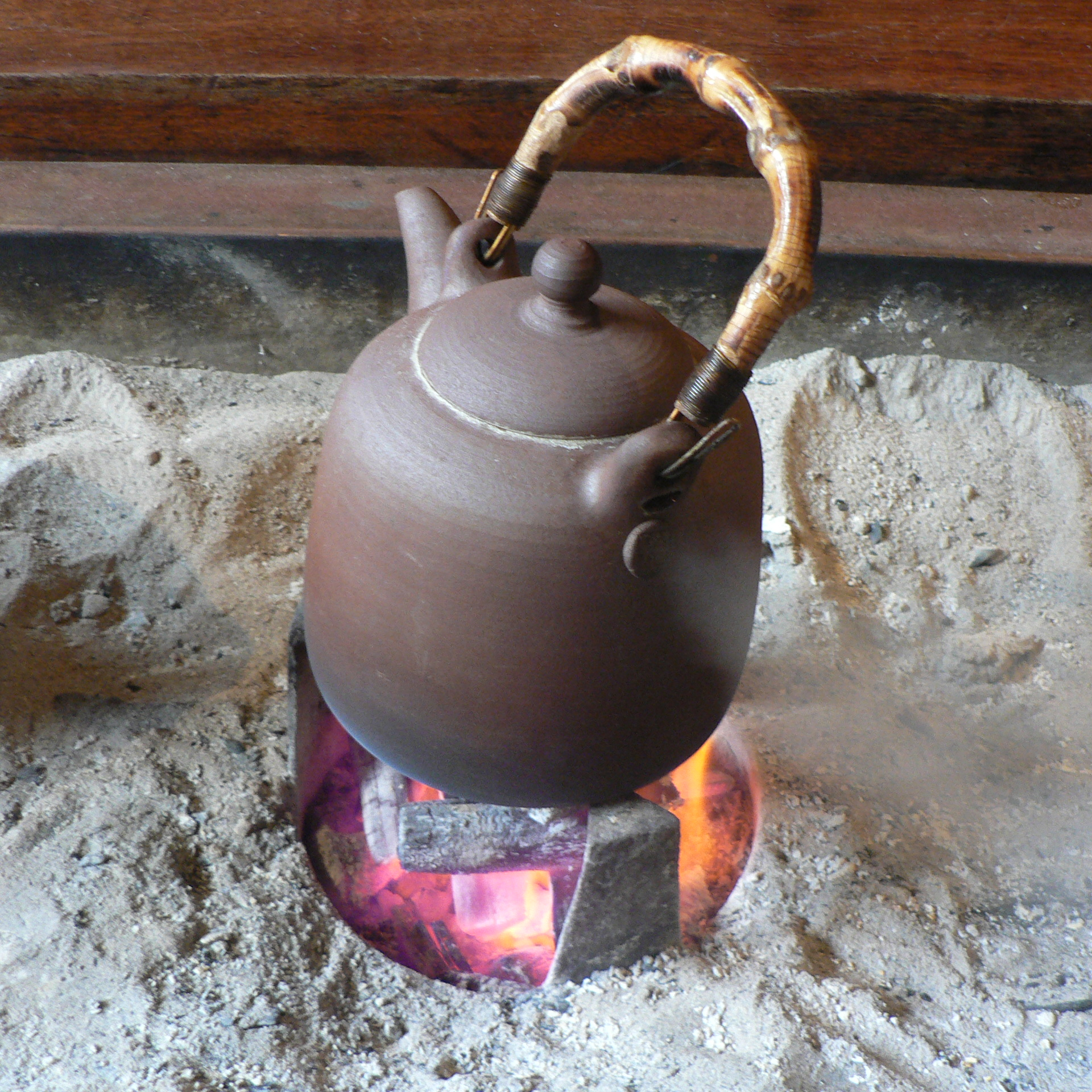
تايوانية

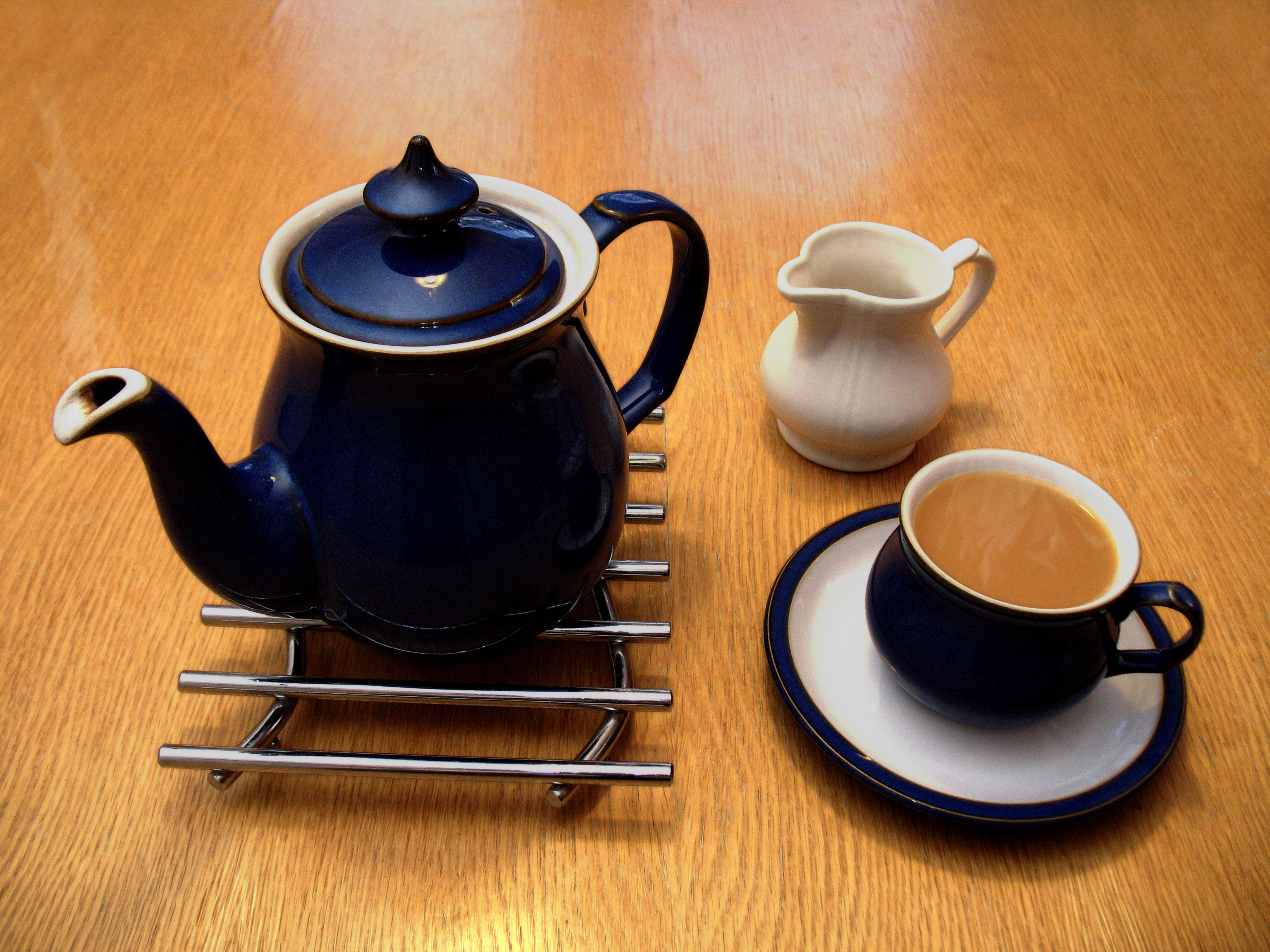
بريطاني من إنتاج شركة دينبي

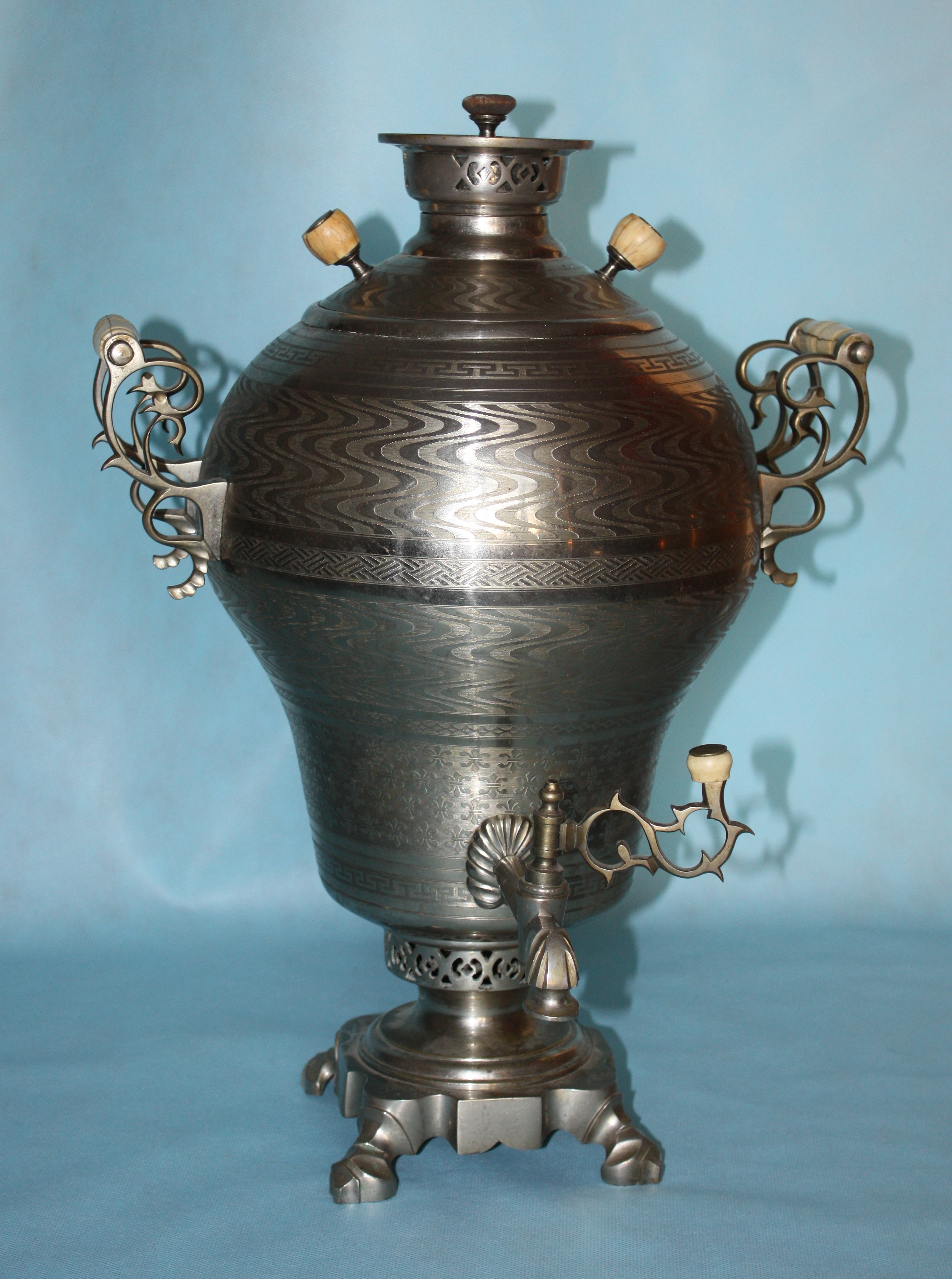
روسي مزخرف

تمتلك المجموعات الثقافية المختلفة عناصر ثقافة مادية تختلف من الناحية الوظيفية والجمالية بسبب تنوع الممارسات الثقافية والاجتماعية. ويمكن إدراك صحة هذه الفكرة على أوسع النطاقات. فعلى سبيل المثال، تختلف المعدات المقترنة بتجهيز الشاي بشكل كبير في مختلف أنحاء العالم (انظر الصور). وغالبًا ما تتضمن العلاقات الاجتماعية بالثقافة المادية على أفكار ترتبط بالهوية والحالة الاجتماعية.
ويستخدم مناصرو علم الآثار الثقافي والتاريخي هذه الفكرة لتأكيد أن مجموعات ثقافة مادية يمكن استخدامها لتتبع آثار مجموعات الأشخاص القديمة والتي كانت عبارة عن مجتمعات أو مجموعات عرقية ذاتية التعريف. ويأتي التعريف الكلاسيكي لهذه الفكرة من جوردون تشايلد:
إننا نجد أنواعًا معينة من البقايا، مثل الآنية والأدوات والحلي وطقوس الدفن وأشكال المنازل، تتكرر باستمرار بين المجموعات. وسوف نطلق على هذه المجموعة المركبة من السمات المرتبطة ببعضها البعض اسم "مجموعة ثقافية" أو "حضارة" فقط. ونحن نفترض أن هذا التركيب ما هو إلا تعبير مادي عما نطلق عليه اليوم اسم "شعب".— Childe 1929، صفحات v–vi

لقد كان مفهوم الحضارة الأثرية عنصرًا ضروريًا للربط بين التصنيف التحليلي للأدلة الأثرية والآليات التي حاولت شرح السبب وراء تغيرها مع مرور الوقت. وكانت التفسيرات الرئيسية التي يفضلها المؤرخون للحضارة تتمثل في انتشار الأنماط من مجموعة إلى أخرى أو هجرة الأشخاص أنفسهم. ومن الأمثلة البسيطة لهذه العملية أن يكون لنوع من أنواع الفخار مقابض مماثلة للغاية لمقابض نوع موجود في منطقة مجاورة له إلا أن التزيين يشبه فكرة مختلفة مأخوذة من منطقة أخرى مجاورة، ففي تلك الحالة، قد تكون الفكرة المتعلقة بهاتين الميزتين قد انتشرت من الجيران إلى من قاموا بتصنيع تلك الآنية. على العكس، إذا استخدم أحد أنواع الفخار بشكل مفاجئ أنواعًا متعددة للغاية من أنواع الفخار المأخوذة من منطقة كاملة، فقد يتم تفسير ذلك على أن هناك مجموعة قد تم ترحيلها ونقلت معها هذا النمط الجديد.
وبشكل عام، كانت الثقافات الأثرية تتساوى مع «الشعوب» المنفصلة (المجموعات الإثنية أو الأعراق) مما يؤدي في بعض الحالات إلى آثار قومية متميزة.

### مصطلحات
تُسمى معظم الثقافات الأثرية بنوع المصنوعات الأثرية أو موقع أكتشاف هذا النوع الذي يحدد الحضارة. على سبيل المثال، يمكن تسمية الحضارة باسم أنواع الفخار، مثل حضارة فخار الأحزمة أو حضارة الدوارق. وفي أغلب الأحوال، تتم تسميتها باسم الموقع الذي تم التعرف على الحضارة لأول مرة به (وليس بالضرورة أول مكان تم العثور عليها به) مثل حضارة هالشتات (Halstatt) أو حضارة كلوفيس (Clovis).
بما أن المصطلح «ثقافة» له العديد من المعاني، قام العلماء بصياغة مصطلح أكثر دقة «الثقافة القديمة» ليتم استعماله بشكل محدد مع ثقافات ما قبل التاريخ.

## تطور المفهوم
لقد دخل استخدام المصطلح «الحضارة» إلى علم الآثار خلال الأنثروبولوجيا الوصفية الألمانية في القرن التاسع عشر، حيث تم تمييز المصطلح حضارة (Kultur) المجموعات القبلية والفلاحين القرويين عن مصطلح حضارة (Zivilisation) الشعوب غير المتحضرة. وعلى النقيض من الاستخدام الأكثر شمولية للكلمة والذي ظهر في علم الإنسان باللغة الإنجليزية على يد إدوارد برونيت تايلور (Edward Burnett Tylor)، فقد تم استخدام المصطلح حضارة (Kultur) من قبل علماء الأنثروبولوجيا الوصفية لوصف الطرق المميزة للحياة لشعب معين أو شعب، وهو يساوي في هذه الحالة المصطلح الفرنسي civilisation. وقد تم تقديم أعمال Kulturgeschichte (تاريخ الحضارة) من خلال مجموعة من العلماء الألمان، خصوصًا جوستاف كليم (Gustav Klemm)، منذ عام 1780 وما بعده، مما يعكس الاهتمام المتزايد بالعرقية في أوروبا في القرن التاسع عشر.
وأول مرة تم فيها استخدام مصطلح «الحضارة» في سياق أثري كان في كتاب كريستيان تومسين (Christian Thomsen) الصادر في عام 1836 والذي كان يحمل الاسم Ledetraad til Nordisk Oldkyndighed (بالنرويجية: Guide to Northern Antiquity)‏. وفي النصف الأخير من القرن التاسع عشر، استخدم عملاء الآثار في الدول الإسكندنافية ووسط أوروبا بشكل متزايد المفهوم الألماني لمصطلح الحضارة لوصف المجموعات المختلفة التي قاموا بتمييزها في السجل الأثري للمواقع والمناطق الخاصة، غالبًا مع أو كمرادف لمصطلح «الحضارة». ولم تصبح فكرة الثقافات الأثرية ذات موضع مركزي في المعرفة حتى القرن العشرين وظهور أعمال المؤرخ والمتحمس جوستاف كوسينا (Gustaf Kossinna). لقد نظر كوسينا إلى السجل الثقافي على أنه فسيفساء لثقافات معرفة بشكل واضح (أو Kultur-Gruppen (المجموعات الثقافية)) التي كانت تقترن بشكل وطيد الصلة الجنس. وقد اهتم بشكل خاص بإعادة هيكلة الحركات التي رأى أنها هي الأسلاف من عصور ما قبل التاريخ للألمان والسلاف والكلت والمجموعات العرقية الهندو أوروبية الكبرى من أجل تتبع الجنس الآري والوصول به إلى مقره الأصلي أو بالألمانية موطن أصلي.
وكانت السمة العرقية القوية لأعمال كوسينا تعني أنها كان لها تأثير قليل مباشر خارج ألمانيا في هذا الوقت (قام الحزب النازي بتبني نظرياته بكل حماس)، أو تقريبًا بعد الحرب العالمية الثانية. ومع ذلك، فإن منهجية «تاريخ الحضارة» تجاه الآثار التي بدأها حلت محل مذهب التطور الاجتماعي ليكون بمثابة النموذج المهيمن في أغلب القرن العشرين. وقد تم تبني مفهوم الحضارة الأثرية، مع تجريدها من الأوجه العرقية بها، من قبل ف. جوردون تشايلد) وفرانز بواس (Franz Boas)، والذين كانوا في هذا الوقت أكثر الأثريين تأثيرًا في بريطانيا وأمريكا على التوالي. وقد كان تشايلد على وجه الخصوص مسئولاً عن وضع تعريف الحضارة الأثرية الذي ما زال ساريًا حتى اليوم.:
إننا نجد أنواعًا معينة من البقايا، مثل الآنية والأدوات والحلي وطقوس الدفن وأشكال المنازل، تتكرر باستمرار بين المجموعات. وسوف نطلق على هذه المجموعة المركبة من السمات المرتبطة ببعضها البعض اسم "مجموعة ثقافية" أو "حضارة" فقط. ونحن نفترض أن هذا التركيب ما هو إلا تعبير مادي عما نطلق عليه اليوم اسم "شعب".— Childe 1929، صفحات v–vi

على الرغم من أنه كان متشككًا حيال تعريف الأعراق الخاصة في السجل الأثري، ومال بشكل أكبر تجاه فكرة الانتشار عن فكرة التهجير من أجل شرح التغيير الثقافي، استمر تشايلد ومن بعده الأثريون المهتمون بالحضارة التاريخية، مثل كوسينا، في المساواة بين الثقافات الأثرية المنفصلة وبين «الشعوب» المنفصلة. وقد أثار علماء الآثار اللاحقون الشكوك في هذه العلاقة المباشرة بين الحضارة المادية والمجتمعات البشرية. ولقد أصبح تعريف الثقافات الأثرية وعلاقتها بالأشخاص في الماضي أقل وضوحًا، وفي بعض الحالات، ما كان يعتقد أنه حضارة موحدة متآلفة ثبت من خلال المزيد من الدراسات أنها عبارة عن مجتمعات منفصلة عن بعضها البعض. على سبيل المثال، يستخدم مصطلح حضارة تل الطاحونة كمصطلح عام للعديد من المجموعات المختلفة التي سكنت في جنوب بريطانيا أثناء العصر الحجري الحديث.[بحاجة لمصدر] وعلى العكس، فقد قال بعض الأثريين أن بعض الثقافات التي كان يفترض أنها منفصلة عن بعضها البعض كانت بمثابة مظاهر لحضارة أكثر شمولية، إلا أنها تظهر الفروق المحلية اعتمادًا على عوامل بيئية، مثل تلك المتعلقة بالإنسان الكلاكتوني.[بحاجة لمصدر] وعلى العكس، يمكن أن يقوم علماء الآثار بالتمييز بين الثقافات المادية التي انتمت بشكل فعلي إلى مجموعة ثقافية مفردة. فعلى سبيل المثال، تم تسليط الضوء على أن [من؟]العرب الذين يسكنون القرى والبدو لهم ثقافات مادية مختلفة بشكل جوهري، رغم أنهم في معظم الأوجه الأخرى متشابهين. وفي الماضي، كان يتم تفسير هذه النتائج المتزامنة على أنه تمثيل على اقتحام المجموعات الأخرى.[بحاجة لمصدر]